# Bogandé
Pour les articles homonymes, voir Bogandé (homonymie).
Pour le département et la commune urbaine, voir Bogandé (département).
Bogandé est une ville et le chef-lieu du département et la commune urbaine de Bogandé, située dans la province de la Gnagna et dans la région Est au Burkina Faso.

## Géographie
Bogandé se trouve à 175 km linéaires à l'est de Ouagadougou et à 129 km au nord-ouest de Fada N'Gourma, la capitale régionale. La commune est traversée par la route nationale 18 en plein travaux de bitumage.
En 2019, le dernier recensement comptabilise 118 154 habitants répartis en six secteurs :
- Secteur 1, 5 420 habitants
- Secteur 2, 5 294 habitants
- Secteur 3, 2 401 habitants
- Secteur 4, 1 626 habitants
- Secteur 5, 2 728 habitants
- Secteur 6, 4 459 habitants Chiffre par secteur à revérifier

L'aire géographique connaît à la fois un climat sud-sahélien (Nord) et un climat nord-soudanien (Sud). La saison pluvieuse dure environ 5 mois de mai à septembre.

## Hydrographie
Sur le plan hydrographique, le district est traversé par d'importants cours d'eau la Sirba, le Mansili, la Kompienga.
Bogandé possède un grand barrage qui prend sa source dans la même localité et se jette dans la Sirba.
Bogandé possède également un grand jardin qui contribue à l'alimentation de la ville.

## Sécurité
Bogandé relevant de la région de l'est était jusque là épargné par les attaques terroristes pourtant légion de la zone. Elle a connu le 22 octobre 2020 une nuit agitée. Une attaque y a eu lieu, des tirs ont été entendus à certains endroits de la ville. Malheureusement on a déploré la mort du responsable des kogleweogo de la province, le PDG de l'hôtel haro Dagnoabougou Haro abattu dans son véhicule
Depuis quelques mois à la suite de la défaillance sécuritaire dans ses villages ou villes alentour Bogandé a connu une forte augmentation de sa population, néanmoins elle n'est pas aussi la plus sécurisé.

## Économie
La ville possède un petit aérodrome avec une piste en latérite en rénovation.
L'économie repose sur le commerce en première position ensuite viennent l'agriculture et l’élevage.
Mais la ville est soumise à de nombreuses contraintes telles que le mauvais état de ses routes. Ce qui la rend majoritairement dépendante de la ville de Pouytenga localité située à environ 142 km de la ville.

## Administration
Le maire actuelle de la ville est M. Adolphe Lankoandé dont la durée de mandat est de 5 ans.
La commune urbaine de Bogandé compte 36 villages et 4 villes à savoir Mani, Bilanga, Piéla et Bogandé.

## Santé et éducation
Bogandé accueille un centre médical avec une antenne chirurgicale, qui constitue l'hôpital de l'ensemble du district sanitaire de Bogandé regroupant les départements de Bogandé, Bilanga, Liptougou et Piéla.
La ville possède également 7 établissements scolaires secondaires dont 2 sont publics, ainsi que 6 écoles primaires dont 3 publiques.

## Culture
La principale ethnie peuplant la ville est l’ethnie gourmantché.
Aujourd'hui la ville est également peuplée par d'autres ethnies telles que les Mossi, les Samo, les Peuhls.
Bogandé a pour chef traditionnel actuel Sa Majesté Yempabou Lankoandé.
Son premier canton se nomme Bantia dont le nom a été donné au grand marché de la ville Bogandé.
L'emblème de la ville est le cheval.